# Згорній Габрник
Згорній Габрник (словен. Zgornji Gabrnik) — поселення в общині Рогашка Слатина, Савинський регіон, Словенія. Висота над рівнем моря: 298,6 м.